# Circaetus cinereus
La culebrera sombría (Circaetus cinereus) es una especie de ave accipitriforme de la familia Accipitridae. Está ampliamente extendida en África al sur del Sahara y no se reconocen subespecies.